# Neoeucirrhichthys maydelli
Neoeucirrhichthys maydelli és una espècie de peix de la família dels cobítids i de l'ordre dels cipriniformes.

## Morfologia
- Els mascles poden assolir 3,6 cm de llargària total.[2][3]

## Hàbitat
Viu en zones de clima tropical.

## Distribució geogràfica
Es troba a Àsia: conca del riu Brahmaputra a Assam (Índia) i, també, a Bangladesh.